# Günther Thon
Günther Thon (* 12. September 1946) ist ein ehemaliger deutscher Fußballspieler, der von 1965 bis 1974 in der damals zweitklassigen Fußball-Regionalliga West für die Vereine STV Horst-Emscher,  Eintracht Gelsenkirchen und STV Gelsenkirchen-Horst insgesamt 147 Ligaspiele absolviert und zehn Tore erzielt hat. Mit den „Emscher Husaren“ wurde er 1967 Deutscher Fußball-Amateurmeister.

## Laufbahn

### Horst-Emscher, bis 1970
Thon, aufgewachsen im Gelsenkirchener Stadtteil Beckhausen, durchlief die Jugendabteilung der Emscher „Husaren“ und debütierte kurz nach seinem 19. Geburtstag, am 3. Oktober 1965, bei einer 0:4-Auswärtsniederlage gegen Preußen Münster in der Saison 1965/66, im Ligateam der Schwarz-Blauen in der Regionalliga West. Der Verein im Schatten der Zeche Nordstern wäre bereits im Vorjahr als 17. sportlich ins Amateurlager abgestiegen. Durch den Ausschluss von Hertha BSC, die Aufstockung der Bundesliga auf 18 Vereine und den Aufstieg von Borussia Mönchengladbach war 1965 nur der Tabellenletzte Homberger SV aus der Regionalliga abgestiegen. Mit lediglich 7:27 Punkten aus den Heimspielen im Fürstenbergstadion war der Abstiegskampf nicht zu bestehen. An der Seite von Mitspielern wie Torhüter Bernhard Petrasch, Dieter Bedürftig, Rolf Lendzian und Franz Wolny konnte auch der junge Günther Thon mit seinen 24 Ligaeinsätzen es nicht verhindern, dass der STV mit 17:51 Punkten in das Amateurlager Westfalen abstieg. Erfreulich waren die Erfolge unter Interimstrainer Heinz Flotho, welcher ab März 1966 die Trainingsleitung übernommen hatte, im April und Mai gegen den VfL Bochum (3:2) und Schwarz-Weiß Essen (2:0), sowie das torlose Remis an der Hafenstraße gegen den Vizemeister und späteren Bundesligaaufsteiger Rot-Weiss Essen. Den gefürchteten RWE-Angriff mit den Stürmern Helmut Littek, Willi Koslowski, Ekkehard Feigenspan, Heinz-Dieter Hasebrink und Willi Lippens in Schach gehalten zu haben, war eine bemerkenswerte Leistung der Horster Defensive, zu der auch der rechte Außenläufer Thon im damals praktizierten WM-System gehörte. Am 1. Mai hatte Horst-Emscher mit Günther Thon mit 0:5 bei Alemannia Aachen verloren, an sich ein Grund betrübt zu sein. Im Hause Thon herrschte dagegen Freude, Sohn Olaf war zur Welt gekommen.
Nach dem Abstieg blieb Günther Thon beim STV und versuchte sich 1966/67 mit seinen Mannschaftskameraden an der sofortigen Regionalligarückkehr. Es reichte aber nur zur Vizemeisterschaft in der Verbandsliga Westfalen hinter Meister Lüner SV, die Schwarz-Blauen durften aber am Wettbewerb um die deutsche Amateurmeisterschaft teilnehmen. Nach Erfolgen über SuS Elmshorn, ESV Ingolstadt-Ringsee und im Halbfinale gegen die SpVgg Neu-Isenburg stand das Team von Trainer Flotho am 1. Juli 1967 in Herford gegen die Amateure von Hannover 96 im Finale. Dort setzten sich die Spieler um Petrasch und Thon mit 2:0 durch und die späteren Bundesligaspieler Bernd Helmschrot, Peter Anders und Rainer Stiller in Reihen von Hannover, mussten die Überlegenheit der Horster anerkennen.
In den nächsten drei Runden verpasste Horst-Emscher mit dem 4. Rang 1968 und den 3. Rängen 1969 und 1970 jeweils die Regionalligarückkehr. Da sich 1969/70 Eintracht Gelsenkirchen die Meisterschaft in Westfalen in der Gruppe 1 sichern konnte und sich auch in der nachfolgenden Aufstiegsrunde gegen Herne und Sterkrade durchsetzte, unterschrieb Günther Thon zur Runde 1970/71 einen Vertrag bei den Blau-Roten aus dem Gelsenkirchener Süden.

### Eintracht Gelsenkirchen, STV Gelsenkirchen-Horst, 1970 bis 1974
Neben Thon kamen zur Mannschaft von Trainer Heinz Murach noch die weiteren Neuzugänge Bernd Kipp und Rolf Meißner (beide Eintracht Duisburg), Dieter Danzberg (Freiburger FC) und als Ersatztorhüter Klaus Kozicki von den Sportfreunden Gelsenkirchen. Die Mannschaft aus Ückendorf startete mit einem 2:0-Heimerfolg gegen Erkenschwick in die Saison und Mittelfeldspieler Thon hatte das 2:0 erzielt. Da auch das erste Auswärtsspiel mit demselben Resultat bei Hamborn 07 gewonnen wurde, war der Glaube an einen guten Rundenverlauf bei der Eintracht eingekehrt, und diese Grundstimmung trug den Aufsteiger durch die gesamte Runde. Mit Mitspielern wie Torhüter Bernd Becker, Günter Schwaba, Willi Koslowski, Klaus Kubasik, Werner Kontny, Jürgen Radau und Wolfgang Thier (16 Tore) erreichte Eintracht Gelsenkirchen am Rundenende den 5. Rang, punktgleich mit Fortuna Köln (beide 39:29 Punkte) als Tabellenvierter. Thon hatte in 30 Ligaeinsätzen drei Tore erzielt und Angreifer Kipp die interne Torschützenliste mit 18 Toren angeführt.
Die begrenzten finanziellen Rahmenbedingungen ermöglichten es der Eintracht aber nicht den Kader der guten Mannschaft zusammen zu halten. Kontny, Meißner und Radau wechselten im Sommer 1971, Koslowski und Danzberg beendeten ihre Laufbahn; Kipp, Kubasik, Schwaba und Thier unterschrieben zur Saison 1972/73 bei neuen Arbeitgebern. Die Rettung aus dieser Misere sollte die Fusion am 15. Juni 1973 zwischen Eintracht Gelsenkirchen und STV Horst-Emscher zur neuen STV Eintracht Gelsenkirchen-Horst werden. Am 34. Spieltag der Saison 1973/74, am 5. Mai 1974, beendete das künstliche und nicht geliebte Konstrukt mit einer 1:2-Heimniederlage gegen die Sportfreunde Siegen, mit 22:46 Punkten auf dem 16. Rang stehend, vor 266 Unentwegten, das Kapitel der alten zweitklassigen Regionalliga West.	Thon war nochmals in 29 Spielen aufgelaufen und hatte zwei Tore erzielt.
Er übernahm in späteren Jahren das Traineramt bei Westfalia Buer, Teutonia Schalke und SuS Beckhausen und begleitete intensiv die sportliche Ausbildung seines Sohnes Olaf. Damit hat er zu dessen außerordentlich erfolgreicher Karriere als 52-facher Nationalspieler und 443-maligen Bundesligaspieler von Schalke 04 und Bayern München beigetragen.